# Il est mort après la guerre
Pour plus de détails, voir Fiche technique et Distribution.
Il est mort après la guerre (東京战争戦後秘話, Tōkyō sensō sengo hiwa) est un film japonais réalisé par Nagisa Ōshima, sorti en 1970.

## Synopsis
Un mystère impliquant le vol de la caméra d’un étudiant universitaire et le suicide du voleur...

## Fiche technique
- Titre : Il est mort après la guerre
- Titre original : 東京战争戦後秘話 (Tōkyō sensō sengo hiwa?)
- Réalisation : Nagisa Ōshima
- Scénario : Mamoru Sasaki et Masato Hara
- Musique : Tōru Takemitsu
- Sociétés de production : Art Theatre Guild et Sozosha
- Pays d'origine :  Japon
- Langue originale : japonais
- Format : noir et blanc - son mono - 35 mm
- Genre : drame
- Durée : 94 minutes[1] (métrage : 7 bobines - 2 576 m[1])
- Date de sortie :
  - Japon : 27 juin 1970[1]

## Distribution
- Kazuo Goto : Shoichi Motoki
- Sukio Fukuoka : Tanizawa
- Ken'ichi Fukuda : Matsumura
- Hiroshi Isogai : Sakamoto
- Kazuo Hashimoto : Takagi
- Kazuya Horikoshi : Endo
- Emiko Iwasaki : Yasuko
- Tomoyo Ōshima : Akiko

## Distinctions
Le film a été présenté à la Quinzaine des réalisateurs, en sélection parallèle du festival de Cannes 1971.